# Kunstautomat

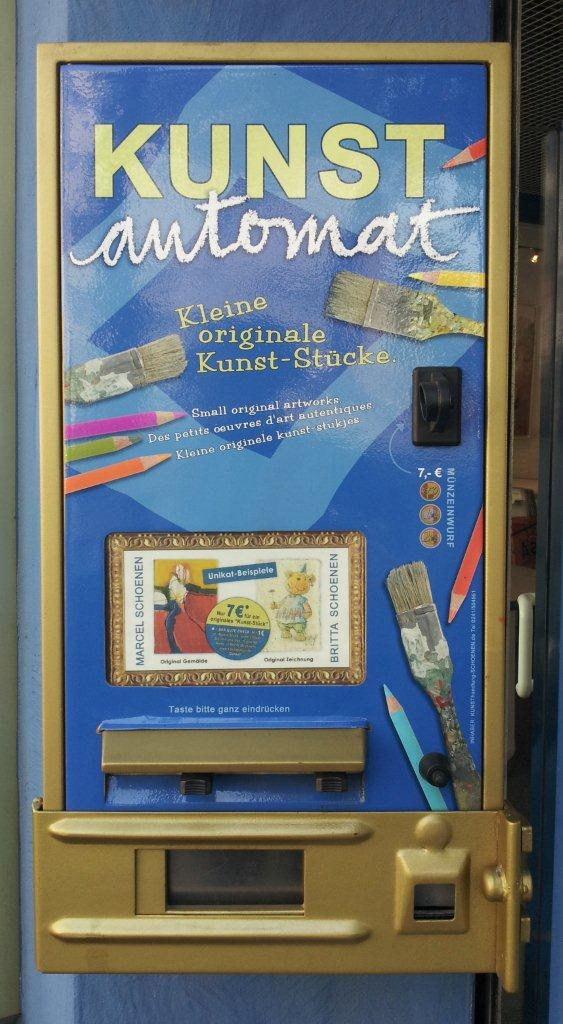
Kunstautomat

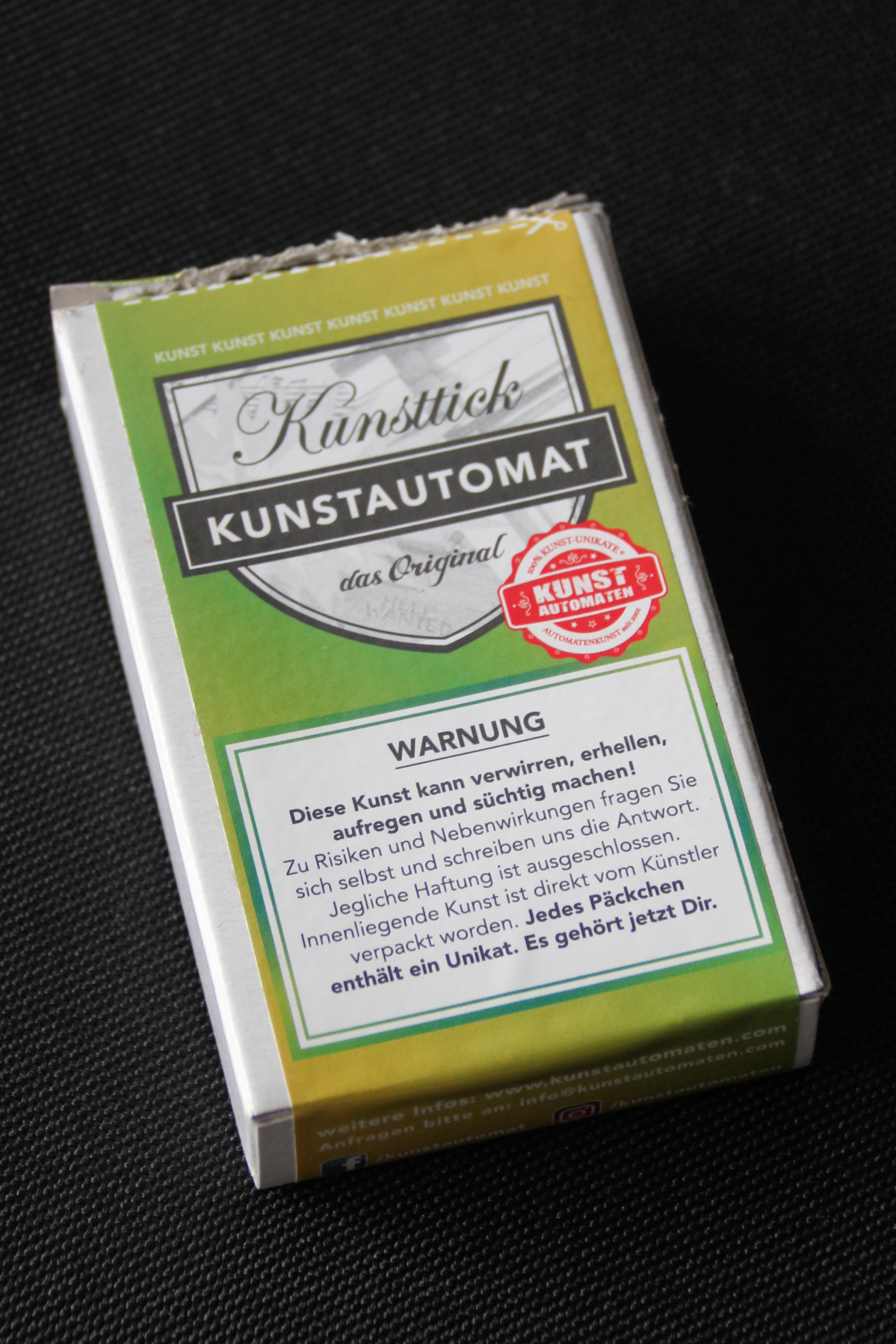
Verpackung eines Kunstobjekts in Form einer Zigarettenschachtel

Ein Kunstautomat (auch Unikatautomat) ist ein Selbstbedienungsautomat, der kleine Kunstwerke oder Kunstbotschaften als Unikate spendet. Kunstautomaten sind beispielsweise ausgediente und auf den Euro umgestellte Zigaretten-, Kondom- oder Kaugummiautomaten. Die Kunstobjekte haben maximal die Größe der gezogenen Schachteln, aber auch die Schachtel selbst kann beispielsweise ein Miniaturkunstwerk in Form eines Faltbildes sein.
Je nach Größe des Kunstpäckchens und des Inhalts erwirbt der Käufer für etwa 2 bis 15 € ein Unikat oder ein Exemplar einer limitierten Kleinstserie eines Künstlers. Die Exponate entstammen verschiedenen Genres in Form von kleinen Graphiken, Bildern, Plastiken oder Skulpturen sowie Texten in Lyrik oder Prosa. Auch werden USB-Sticks mit Audio- und Videofiles von Hörbüchern, Videoart und Dokumentationen und freie Musik aus den Bereichen Jazz, Pop, Rock und Experimental angeboten. Auf einem „Beipackzettel“ kann der Künstler Auskunft über sich und sein künstlerisches Schaffen geben sowie Kontaktinformationen mitteilen. Manchmal führt der Künstler einen im Kaufpreis enthaltenen Obolus für ein ihm wichtiges soziales Anliegen ab.
Kunst aus Automaten macht die Künstler und ihre Kunst einer breiteren Öffentlichkeit bekannt, was zusätzlich auch über die optische Gestaltung der Automaten durch den Künstler geschehen kann. Die Käufer der Päckchen können ohne Berührungsängste vor Galerien und Museen und mit dem Kaufanreiz einer Wundertüte die Kunstunikate rund um die Uhr, z. B. auch als spontanes Mitbringsel, erwerben.
Kunstautomaten werden in öffentlichen Räumen sowie in Cafés, Bars, Hotels usw. von speziellen Automatenaufstellern angebracht beziehungsweise aufgestellt.
Die Idee des Kunstautomaten haben als eine der ersten die beiden Künstler Karl von Monschau und Willy Gallinowski 1979/80 in der Neuen Galerie – Sammlung Ludwig in Aachen verwirklicht und nachfolgend 1982 auf der documenta 7 vor dem Fridericianum (Kassel) einer breiteren Öffentlichkeit vorgestellt. Dieser Kunstautomat war ein Einschächter mit 50 Schachteln, welche Originale auf Holz enthielten und für 1 DM zu ziehen waren.
Ein weiteres Genre der Kunstautomaten sind elektromechanische Unikate, die gegen Münzeinwurf im Gegensatz zu einer alltäglichen Dienstleistung wie Fahrkartenverkauf, Parkerlaubnis per Parkuhr usw. eine oftmals überraschende „Kunstleistung“ erbringen. Klassische Kunstautomaten findet man in London am Ausgang des Wachsfigurenmuseums oder in St. Croix in der Schweiz. Seit 35 Jahren baut Bernhard Deutsch die unterschiedlichsten Kunstautomaten, die 2013 im Hällisch-Fränkischen Museum in Schwäbisch Hall ausgestellt wurden.
Derzeit (Oktober 2022) soll es Kunstautomaten an ca. 300 Orten in Deutschland und fünf weiteren Ländern geben.